# ميلاني بلات
ميلاني بلات (بالإنجليزية: Melanie Blatt)‏ هي مغنية وممثلة بريطانية، ولدت في 25 مارس 1975 في المملكة المتحدة.

## وصلات خارجية
- ميلاني بلات على موقع IMDb (الإنجليزية)
- ميلاني بلات على موقع ميوزك برينز (الإنجليزية)
- ميلاني بلات على موقع إن إن دي بي (الإنجليزية)
- ميلاني بلات على موقع أول ميوزيك (الإنجليزية)
- ميلاني بلات على موقع ديسكوغز (الإنجليزية)
- ميلاني بلات على موقع قاعدة بيانات الفيلم (الإنجليزية)